# Francis William Aston
Francis William Aston (Birmingham, Anglaterra 1877 - Londres 1945) fou un físic, químic i professor universitari anglès guardonat amb el Premi Nobel de Química l'any 1922.

## Biografia
Va néixer l'1 de setembre de 1877 a la ciutat de Birmingham. L'any 1903 va obtenir una beca per estudiar física i química a la Universitat de Birmingham, on es llicencià el 1908. El 1909 es va traslladar al Laboratori Cavendish de la Universitat de Cambridge, convidat per Joseph John Thomson.
Posteriorment va ser professor al Trinity College de Cambridge, i el 1921 fou nomenat membre de la Royal Society i el 1935 fou nomenat president del Comitè Atòmic Internacional.
Va morir el 20 de novembre de 1945 a la ciutat de Londres.

## Recerca científica
Inicià les seves investigacions al costat de Joseph John Thomson
al Laboratori Cavendish, on treballà en la identificació dels isòtops del neó i va investigar les descàrregues elèctriques en tubs de baixa pressió. Després de la Primera Guerra Mundial va inventar un espectrògraf de masses que li va permetre descobrir i identificar, a causa de les diferències de massa, no menys de 212 dels 287 isòtops naturals en elements no radioactius.
El 1922 va ser guardonat amb el Premi Nobel de Química pel descobriment d'un gran nombre d'isòtops no radioactius mitjançant un espectògraf de masses.

## Reconeixements
En honor seu s'anomenà el cràter Aston de la Lluna.